# MDPI
MDPI, acrònim de Multidisciplinary Digital Publishing Institute és una editorial especialitzada en publicacions d'articles científics en accés obert. Publica més de 390 revistes d'accés obert, i és considerat l'editor més gran de publicacions en accés obert.
Va ser fundada per Shu-Kun Lin com a arxiu de mostres químiques.  Entre el 2016 i el 2020, el nombre de treballs revisats per parells publicats per MDPI va créixer significativament, amb un creixement interanual superior al 50% el 2017, 2018 i 2019, cridant l'atenció sobre els seus ràpids temps de processament i revisió d'articles. A més de publicar les seves pròpies revistes, MDPI ha adquirit revistes d'altres editors, com Tomography de Grapho Publications el 2021, Nursing Reports i Audiology Research de PagePress Publications el 2020.
A gener de 2024, MDPI publica 433 revistes acadèmiques, incloses 92 revistes indexades dins del Science Citation Index Expanded, 7 revistes indexades dins del Social Sciences Citation Index,138 revistes enumerades a SciFinder i 270 a Scopus. Les seves revistes s'inclouen al DOAJ. MDPI també publica llibres d'accés obert indexats en DOAB, OAPEN i BCI. És membre de l'Open Access Scholarly Publishers Association (OASPA), del Comitè d'Ètica de la Publicació (COPE), de l'Associació Internacional d'Editors Científics, Tècnics i Mèdics (STM), així com una editorial participant i partidari de la Iniciativa per a Referències Obertes (I4OC).
El seu model de negoci es basa en l'establiment de revistes d'àmplia disciplina d'accés totalment obert, amb temps de processament ràpids des de la presentació fins a la publicació i despeses de processament d'articles pagades per l'autor, les seves institucions o els finançadors. Les pràctiques empresarials de MDPI han generat controvèrsia, i els crítics suggereixen que sacrifica el rigor editorial i acadèmic en favor de la velocitat operativa i els interessos empresarials. MDPI es va incloure a la llista de Jeffrey Beall d'empreses editorials d'accés obert depredadores el 2014; es va eliminar el 2015 després d'una apel·lació reeixida. Algunes revistes publicades per MDPI també han estat observades per l'Acadèmia Xinesa de Ciències i l'Índex científic noruec per la manca de rigor i les possibles pràctiques depredadores.